# Petar Wolgin

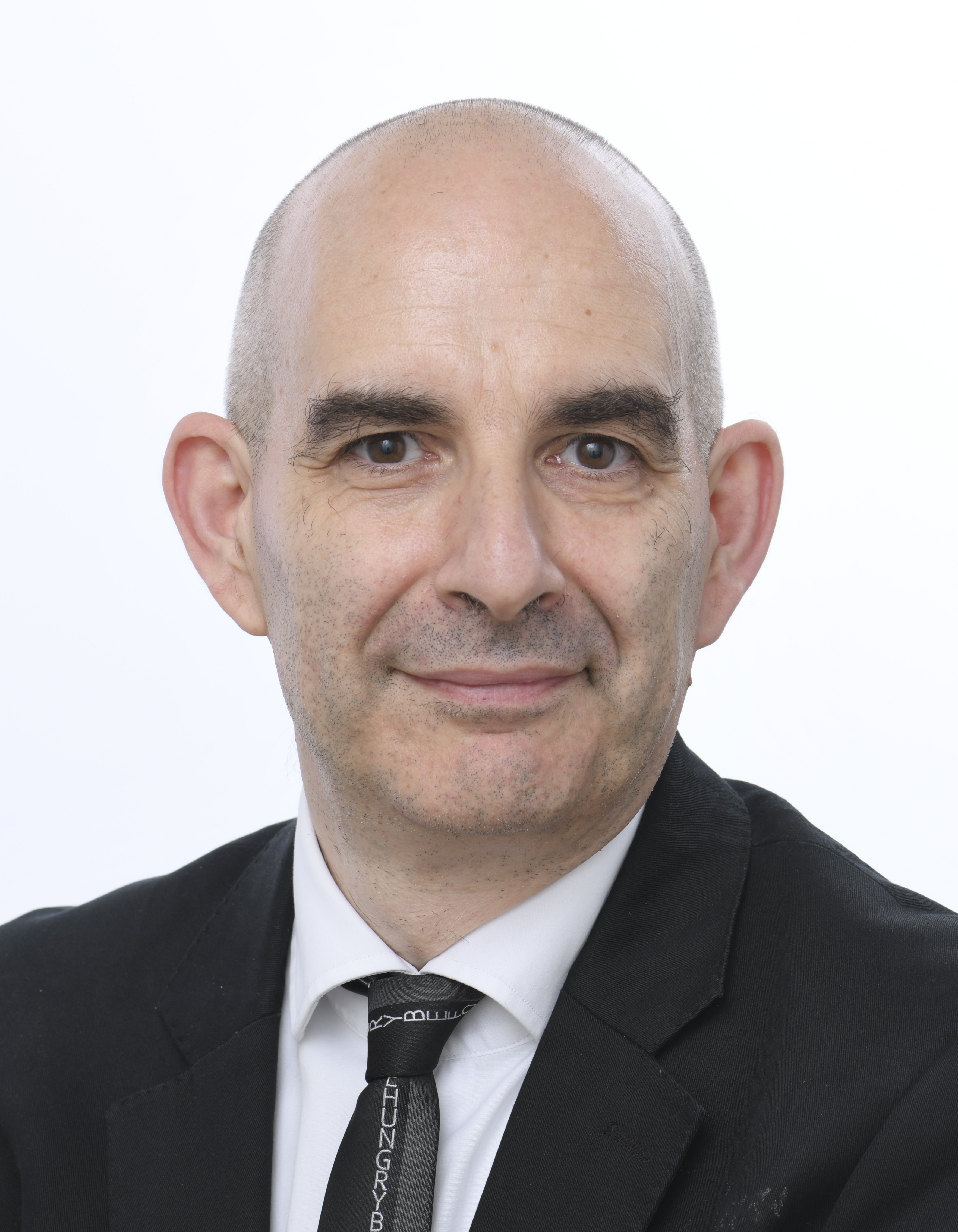
Petar Volgin 2024

Petar Petrow Wolgin  (bulgarisch Петър Петров Волгин; * 28. September 1969 in Sofia, Bulgarien als Petar Petrov Georgiev) ist ein bulgarischer Journalist, Schriftsteller und Politiker. Seit Juni 2024 ist er Mitglied des Europäischen Parlaments von der politischen Partei Wasraschdane (Wiedergeburt).

## Leben
Volgin ist der Sohn von Petar Nikolov Georgiev, Dichter, Übersetzer aus der russischen Sprache und Redakteur im Bulgarischen Nationalradio. Seine Mutter Galina Lilova Bancheva war Bauingenieurin.
Petar Volgin schloss seine Grundschulbildung an der 32. Schule Heiliger Kliment Ochridski in Sofia ab. Danach wurde er in das Nationalgymnasium für antike Sprachen und Kulturen Konstantin Kiril Philosoph aufgenommen, wo er 1988 die Hochschulreife erwarb. Von 1988 bis 1990 leistete Volgin den Militärdienst ab. 1990 begann er ein Studium der Bulgarischen Philologie an der Universität Sofia Heiliger Kliment Ochridski, das er fünf Jahre später mit einer Diplomarbeit über die russische Literatur-Avantgarde in den 1920er Jahren abschloss.

## Journalistische Tätigkeit
Von 1992 bis 1993 arbeitetе Volgin als Reporter im Kanal 1 (Ersten Programm) des Bulgarischen Nationalfernsehens. Ein Jahr später begann er seine Tätigkeit im Programm Horizont des Bulgarischen Nationalradios. Zunächst als Reporter tätig, übernahm er später die Rolle des Moderators für die Sendung 12 Plus 3 sowie der Nachrichten im Horizont. 1998 startete Volgin seine erste eigene Radiosendung Ohne Kontrolle. Sie vereinbarte die intellektuelle Provokation mit für die damalige Zeit skandalösen Themen. In der Sendung wurde ein weitreichendes Spektrum abgedeckt – einerseits die Werke von Friedrich Nietzsche, Vladimir Nabokov, Herbert Marcuse, Pier Paolo Pasolini als auch andererseits die nicht-traditionellen sexuellen Praktiken, der Drogenkonsum, die Prostitution, die Euthanasie. Ohne Kontrolle wurde rasant populär, gewann sowohl zahlreiche Anhänger als auch Kritiker. Die damalige Medienregulierungsbehörde – der Nationalrat für Radio und Fernsehen bestand darauf, dass das Bulgarische Nationalradio die Sendung stoppt, die Radioleitung lehnte dies allerdings ab. Volgin behauptete, Ohne Kontrolle sei eine „intellektuelle Provokation für die Leute, die sich gerne Fragen stellen“, die Sendung sei karnevalistisch im Sinne des Begriffes, wie von Michail Bachtin beschrieben.
Anfang 2001 protestierte Petar Volgin zusammen mit zahlreichen Kollegen gegen die Einmischung der bulgarischen Regierung der Union der Demokratischen Kräfte in die Wahl des neuen Generaldirektors des Bulgarischen Nationalradios. Am 19. März 2001 wurden er und die Journalistin Lili Marinkova vom Radio entlassen. Es folgten weitere Entlassungen protestierender Journalisten. Einige Monate später stellte die neue Leitung des Bulgarischen Nationalradios das Arbeitsverhältnis mit den entlassenen Journalisten wieder her und Petar Volgin startete seine neue Radiosendung Rauch über dem Wasser. Neben seiner Tätigkeit als Moderator von Rauch über dem Wasser und 12 Plus 3 war er zudem Produzent des Nachmittagsblocks des Horizont-Programms des Bulgarischen Nationalradios.
2005 begann Petar Volgin seine Arbeit im TV 7. Am Anfang moderierte er eine eigene Rubrik in der Morgenshow des Fernsehens, in der er aktuelle politische Themen kommentierte, Zuschauer live einschaltete und zusammen mit dem Redakteur Bozhan Petrov eine ironische Presseschau machte. Später startete Volgin auch dort eine eigene tägliche politische Sendung mit dem Titel Stimmt mit dem Original überein, die vier Jahre lang ausgestrahlt wurde. Das Markenzeichen des Tandems Volgin-Petrov wurde auch hier fortgesetzt – die Sendung umfasste ein Moderatorenkommentar, eine satirische Nachrichtendarstellung, Live-Einschaltung von Zuschauern, Gespräche über aktuelle politische Ereignisse mit unterschiedlichen Gästen.
2009 startete Petar Volgin seine neue Radiosendung Dekonstruktion, die von 2009 bis zum 21. Dezember 2015 samstags zwischen 12:00 und 14:00 Uhr im Bulgarischen Nationalradio ausgestrahlt wurde. „Sie erscheint rechtzeitig und hat das Potenzial den Erfolg der vorherigen Konzepte zu wiederholen. Es reicht nur, seine eigene Erfahrung als eines der erfolgreichsten gegenwärtigen Journalisten zu dekonstruiren.“ Am 21. Dezember 2015 entschloss der Vorstand des Bulgarischen Nationalradios die „Dekonstruktion“ zu stoppen. Gleich am nächsten Tag – nachdem klar wurde, dass die Sendung eingestellt wird – sammelten sich mehrere hunderte Leute vor dem Gebäude des Bulgarischen Nationalradios zusammen, um ihren Wunsch für die Wiederherstellung der Sendung zu erklären. Der Verband der bulgarischen Journalisten verfasste eine gesonderte Erklärung, in der er den Stopp von Dekonstruktion als „Angst vor der Wahrheit und Machtlosigkeit, den Tagesmächtigten standzuhalten“ bezeichnete. In einer speziellen Anrede von Intellektuellen, Journalisten und Personen des öffentlichen Lebens stand: „Die Hand der Macht, unter dem Handschuh des Rates für elektronische Medien, streckte sich aus, um den letzten Funken freier Meinungsäußerung in den Medien zu erlöschen. Das Verbot der Sendung Dekonstruktion ist noch ein Beweis dafür, dass eine grobe Attacke gegen diejenigen Bulgaren im Gange ist, die sich mit der erniedrigenden Anbetung alles Fremden und den Lügen der offiziellen Medien nicht versöhnen wollen und die bequemen und sterilen Erklärungen der euroatlantischen Klischees nicht akzeptieren.“ Unter den Unterzeichneten waren Angel Wagenstein, Prof. Ivan Marazov, Prof. Ivo Hristov, Boyan Chukov, Velislava Dareva, Ivan Granitski, Georgi Yordanov.
Im Oktober 2020 startete im bulgarischen Nationalradio die neue Autorensendung von Petar Volgin Politisch UNkorrekt, die er zusammen mit der Journalistin Silvia Velikova moderierte.
Im Zeitraum 2021–2022 moderierte Petar Volgin zusammen mit Silvia Velikova und Mario Gavrilov die politische Sendung Die Demokratie im TV 1.
Seit 1998 veröffentlichte Petar Volgin Kommentare zu inner- und außenpolitischen Themen in einer Reihe von Zeitungen, Zeitschriften und digitalen Medien – 24 Tschasa, 168 Stunden, Trud, Sega, Standart, Novinar, Zemya, Presa, Club М, Tema, L’Europeo, A-specto, Offnews.
Nachdem Petar Volgin und Bozhan Popov am Ende der Regierungszeit von Ivan Kostov 2001 vom Bulgarischen Nationalradio entlassen wurden, starteten sie eine eigene Seite Ohne Kontrolle in der Zeitung 24 Tschasa, die wöchentlich erschien. Im Zeitraum 2004–2008 machten die beiden jede Woche die Seite Rauch über dem Wasser in der Zeitung Novinar. Zwischen 2019 und 2024 hatte Volgin eine eigene Kolumne für politische Kommentare in der Zeitung Retro.
Im Zeitraum 1999–2006 war Petar Volgin Redakteur und Autor im ersten monatlichen Männermagazin in Bulgarien nach 1989 Club М. Dort interviewte er Prominente aus der Politik, Kultur, Medien und kommentierte die aktuellen politischen Ereignisse und die gesellschaftlichen Prozesse, machte Reportagen.
Petar Volgin beteiligte sich an der Gründung der Zeitschrift L’Europeo und war dort ständiger Autor im Zeitraum 2008–2010, während Kalina Androlova Chefredakteurin war. Beide erschufen auch die Zeitschrift A-specto, wo Volgin im Zeitraum von 2014 bis 2018 Redakteur und Autor war.

## Preise und Auszeichnungen
- 2000: Preis Die silberne Welle für beste Radiosendung des Medienfestivals in Albena für Ohne Kontrolle[13]
- 2003: Preis Die silberne Welle für beste Radiosendung des Medienfestivals in Albena für Rauch über dem Wasser
- 2003: Auszeichnung Sirak Skitnik des Bulgarischen Nationalradios für den besten Radiojournalist[14]
- 2013, 2014 und 2015: Auszeichnung Nummer 1 des Programms Horizont des Bulgarischen Nationalradios[15]
- 2014: Preis Die goldene Stimme zu Ehren von Nadezhda Dzheneva[16]
- 2016: Preis des Verbandes der spanischsprachigen Journalisten in Bulgarien für Berufs- und Zivilethik
- 2020: Preis Die goldene Feder des Verbandes der bulgarischen Journalisten für seinen Beitrag zum bulgarischen Journalismus[17]